# Takkō Ishimori
Takkō Ishimori (石森達幸?, Ishimori Takkō; Hashima, 11 gennaio 1932 – 5 giugno 2013) è stato un doppiatore giapponese.
Doppiatore per Arts Vision, ha prestato la voce di Sengoku nell'anime One Piece. È inoltre il doppiatore del Cappello Parlante nel film Harry Potter e la pietra filosofale.

## Ruoli interpretati

### Serie animate
- Armored Troopers Votoms (Arus Karmeny)
- Baldios - Il guerriero dello spazio (Narratore)
- Densetsu kyojin Ideon (Doba Ajiba, Doku Jilbari)
- Detective Conan (Masaki Negishi, Heihachiro Shiota)
- Dragon Quest – Yuusha Abel Densetsu (Buspa)
- Fullmetal Alchemist: Brotherhood (Re di Xerxes)
- Magic Knight Rayearth (Chang Ang)
- Mobile Suit Z Gundam (Franklin Bidan)
- Mobile Fighter G Gundam (Zuisen)
- One Piece (Sengoku)
- Pokémon (Babbo Natale)
- Tekkaman (Tasudaruwa)

### OAV
- Bastard!! (Bon Jovina)
- Bubblegum Crash (Soldier, Street Kid)
- Dominion Tank Police (Chaplain)
- Genocyber (segretario della difesa)
- Golden Boy (venditore di biciclette)
- Punta al top! - Gunbuster (preside)

### Film animati
- Memories (dottore)
- One Piece - Avventura sulle isole volanti (Sengoku)
- One Piece Film: Z (Sengoku)

### Videogiochi
- Dragon Ball: Advanced Adventure (Maestro Muten)
- Jak and Daxter: The Precursor Legacy (Sindaco)
- Jeanne d'Arc (Duca di Bedford)
- Kingdom Hearts Birth by Sleep (Pisolo)
- Mega Man 2: The Power Fighters (Dr. Light, Dr. Wily)
- One Piece: Pirate Warriors (Sengoku)
- Popful Mail (Muttonhead)
- Super Robot Wars Alpha 3 (Doba Ajiba)
- Super Robot Wars Z (Robert, Narratore (Baldios - Il guerriero dello spazio))

### Ruoli di doppiaggio
- Chi ha incastrato Roger Rabbit (Baby Herman, Daffy Duck, Silvestro, Droopy)
- Il re ed io (capitano Orton)
- Lilli e il vagabondo II - Il cucciolo ribelle (Sparky)